# 阿尔乔姆·多夫比克
阿尔乔姆·亚历山德罗维奇·多夫比克（烏克蘭語：Артем Олександрович Довбик；1997年6月21日—）是一位烏克蘭職業足球員，司職前鋒。現效力於意甲的羅馬。烏克蘭國家足球隊成員。

## 俱乐部生涯
多夫比克于2014年7月26日首次亮相，对阵斯卡拉队。2015年夏天，他与第聂伯罗签订合同，但在2016年4月被租借到摩尔多瓦的巴尔齐俱乐部为期三个月。 2020年7月，多夫比克回到乌克兰，与刚刚升入乌克兰超级联赛的第聂伯罗-1签约。
在2021–22赛季乌克兰超级联赛因俄罗斯入侵乌克兰而取消后，多夫比克暂时转会至基辅迪纳摩，该球队在赛季剩余时间里通过在欧洲参加慈善比赛来保持状态。在2022–23赛季乌克兰超级联赛中，他为第聂伯罗-1对阵卢甘斯克索尔亚和科洛斯科瓦利夫卡的比赛中分别上演了两次帽子戏法，成为该联赛历史上第十位实现这一成就的球员。
2023年8月6日，多夫比克与西甲球队赫罗纳签订了一份合同，期限至2028年，转会费为700万欧元，成为该俱乐部历史上最昂贵的球员。 2024年8月2日，多夫比克以3800万欧元的转会费加盟意甲球队罗马。

## 國家隊生涯
2021年3月31日，他在對陣哈薩克斯坦的2022年國際足協世界盃外圍賽中首次代表烏克蘭國家足球隊出場。
2021年6月29日，多夫比克在2020年歐洲杯上首次亮相，在16強對陣瑞典的加時賽中替補安德烈·亞爾莫連科。他在加時賽補時階段攻入致勝一球，幫助烏克蘭2-1獲勝，晉級八強。該場賽事僅為他代表烏克蘭的第3場國際賽。

## 榮譽
切爾卡瑟第聶伯
- 烏克蘭足球乙級聯賽冠軍 : 2014–15

巴堤
- 摩爾多瓦盃冠軍 : 2016

米迪蘭特
- 丹麥足球超級聯賽冠軍 : 2017–18
- 丹麥盃冠軍 : 2018–19

桑德捷斯基
- 丹麥盃冠軍 : 2019–20

## 外部連結
- Statistics at FFU website （页面存档备份，存于） （乌克兰語）
- Soccerway資料庫：阿尔乔姆·多夫比克